# Horní Bludovice
Horní Bludovice település Csehországban, a Karvinái járásban. Horní Bludovice Těrlicko, Havířov, Žermanice, Bruzovice és Kaňovice településekkel határos. Lakosainak száma 2591 fő (2024. január 1.).

## Népesség
A település lakosságának változását az alábbi diagram mutatja:
| Lakosok száma | 1289 | 1271 | 1425 | 1465 | 1528 | 1564 | 2340 | 2413 | 2484 | 2591 |
|               | 1869 | 1890 | 1921 | 1950 | 1980 | 2001 | 2017 | 2019 | 2022 | 2024 |